# 杉浦博英
杉浦 博英（すぎうら ひろひで）は、日本のゲームプロデューサー。株式会社モノリスソフト代表取締役社長。

## 経歴
武蔵野音楽大学出身。もともとは教員を目指していたが、自分には向いていないと感じて一般企業への就職を選ぶ。
最初に就職したアスキーではゲームの営業、雑誌『週刊ファミ通』の広告営業部署などに在籍。その後、コナミではパブリシティ業務、ワープではプロジェクトマネージャーを経験。スクウェア時代には『エアガイツ』のプロデューサーとしてゲーム開発にも携わった。
スクウェア時代に別の開発チームが手掛けたゲームである『ゼノギアス』をプレイして魅了された杉浦は、自ら続編の企画を立てたが、当時のスクウェア社内では実現が難しい状況にあった。高橋哲哉、本根康之ら『ゼノギアス』スタッフと共に独立し、ナムコ創業者中村雅哉の支援のもと、1999年にモノリスソフトを設立、代表取締役社長に就任。

## 主な作品
- エネミー・ゼロ SS 1998年11月28日 セールス&マーケティング
- トバル2  PS 1997年4月25日 プロモーション
- エアガイツ PS 1998年12月17日 プロデューサー
- ゼノサーガ エピソードI［力への意志］ PS2 2002年2月28日 プロデューサー
- ゼノサーガ エピソードI リローデッド PS2 2003年11月20日 プロデューサー
- バテン・カイトス 終わらない翼と失われた海 GC 2003年12月5日 エグゼクティブプロデューサー
- ゼノサーガ エピソードII［善悪の彼岸］ PS2 2004年6月24日 エグゼクティブプロデューサー
- NAMCO x CAPCOM PS2 2005年5月26日 エグゼクティブプロデューサー
- バテン・カイトスII 始まりの翼と神々の嗣子 GC 2006年2月23日 プロデューサー
- ゼノサーガ エピソードIII［ツァラトゥストラはかく語りき］PS2 2006年7月6日 エグゼクティブプロデューサー
- ソーマブリンガー DS 2008年2月28日 シニアプロデューサー
- 無限のフロンティア スーパーロボット大戦OGサーガ DS 2008年5月29日 エグゼクティブプロデューサー
- DISASTER DAY OF CRISIS Wii 2008年9月25日 エグゼクティブプロデューサー
- ドラゴンボール改 サイヤ人来襲 DS 2009年4月29日 エグゼクティブプロデューサー
- ゼノブレイド Wii 2010年6月10日 シニアプロデューサー
- ゼノブレイド2 Nintendo Switch 2017年12月1日 エグゼクティブプロデューサー